# Alstroemeria gouveiana
Alstroemeria gouveiana este o specie de plante monocotiledonate din genul Alstroemeria, familia Alstroemeriaceae, descrisă de Pierfelice Ravenna. Conform Catalogue of Life specia Alstroemeria gouveiana nu are subspecii cunoscute.